# Павлюк, Степан Петрович
Степан Петрович Павлюк (род. 2 января 1948, Волосянка) — украинский учёный, этнолог, историк, доктор исторических наук, академик НАН Украины (с 2009), профессор. Директор Института народоведения НАН Украины.

## Биография
Родился 2 января 1948 года в селе Волосянка

## Научные интересы
Украинская этнология; проблемы этногенеза, этнополитологии, народоведения; теоретические проблемы традиционной украинской культуры.
Автор более 400 научных трудов.
Монографии:
- Народная агротехника украинцев Карпат второй половины — 20 вв.: Историко-этнографическое исследование. — Киев, 1986.
- Традиционное земледелие Украины: агротехнический аспект. — Киев, 1991.
- Этногенез украинцев: попытка теоретической реконструкции. — Львов, 2006. — 247 с.
- Словарь основных понятий и терминов по теории этнологии. — Львов, 2008. — 256 с.

Ключевые публикации:
1. Народная агротехника украинцев Карпат второй половины XIX — нач. XX вв.: Историко-этнографическое исследование. — Киев, 1986.
2. Традиционное земледелие Украины: агротехнический аспект. — Киев, 1991.
3. Происхождение населения Украинских Карпат: современный взгляд на проблему. — Народознавчі Зошити. — 1998. — № 3.
4. Этногенез как фундаментальная проблема народоведения: Теоретико-методологический аспект. — Народознавчі Зошити. — 2001. — № 2.
5. Аграрная народно-традиционная культура // История украинской культуры. Т. 2. — Киев, 2001.
6. Традиционные знания украинцев // История украинской культуры. Т. 2. — Киев, 2001.
7. Национальное освобождение через идеологию национализма. — Народознавчі Зошити. — 2002. — № 5.
8. Этносамосознание украинцев: современные тенденции // Материалы к украинской этнологии. — Киев, 2002.
9. Особенности и динамика современного процесса этнической самоидентификации украинцев: к вопросу теории этноса // Слово и время. — 2002. — № 6.
10. Трансформационные этнокультурные процессы украинского пограничья: проблема исследования // Тетрадь Тетради. — № 3-4. — 2003.
11. Драматичность процесса самоидентификации украинцев в современных условиях: власть и общество // Украина — проблемы идентичности… — Киев, 2003.